# 大石林継也
大石林 継也（おおいしはやし の つぐなり、生没年不詳）は、平安時代前期の官人。姓は無しか。

## 経歴
大膳史生矢田部氏永による公文書偽造・官物詐取事件に連座し、下獄したが大赦により出獄。元慶5年（881年）4月、従七位下で中務少録から豊後史生に左遷された。他の事績は不明。 

## 官歴
『日本三代実録』による。
- 時期不詳：従七位下。中務少録
- 元慶5年（881年）4月28日：豊後史生